# Or Sasson
Or Sasson (n. 18 august 1990, Ierusalim, Israel) este un judocan ce a reprezentat Israel, medaliat olimpic. A participat la 2 ediții ale Jocurilor Olimpice (2016, 2020) în care a câștigat două medalii de bronz.